# Serpentine Galleries
Le Serpentine Galleries sono due gallerie d'arte contemporanea a Kensington Gardens presso Hyde Park, nel centro di Londra. Si tratta della Serpentine Gallery e della Sackler Gallery, che si trovano a cinque minuti a piedi l'una dall'altra, collegate dal ponte sul Serpentine Lake da cui prendono il nome. Le loro mostre, architettura, istruzione e programmi pubblici attraggono fino a 1,2 milioni di visitatori all'anno. L'ingresso a entrambe le gallerie è gratuito.

## Galleria della Serpentine
La Serpentine Gallery è stata fondata nel 1970 ed è ospitata in un ex padiglione del tè classificato di Grado II, costruito nel 1933-34 dall'architetto James Gray West. Artisti importanti le cui opere sono state esposte includono Man Ray, Henry Moore, Jean-Michel Basquiat, Andy Warhol, Paula Rego, Sondra Perry, Bridget Riley, Allan McCollum, Anish Kapoor, Christian Boltanski, Philippe Parreno, Richard Prince, Wolfgang Tillmans, Gerhard Richter, Gustav Metzger, Damien Hirst, Maria Lassnig, Jeff Koons e Marina Abramović. Sul terreno all'ingresso della galleria si trova un'opera permanente realizzata da Ian Hamilton Finlay in collaborazione con Peter Coates e dedicata a Diana, Principessa del Galles, ex mecenate della galleria.

## Galleria Sackler

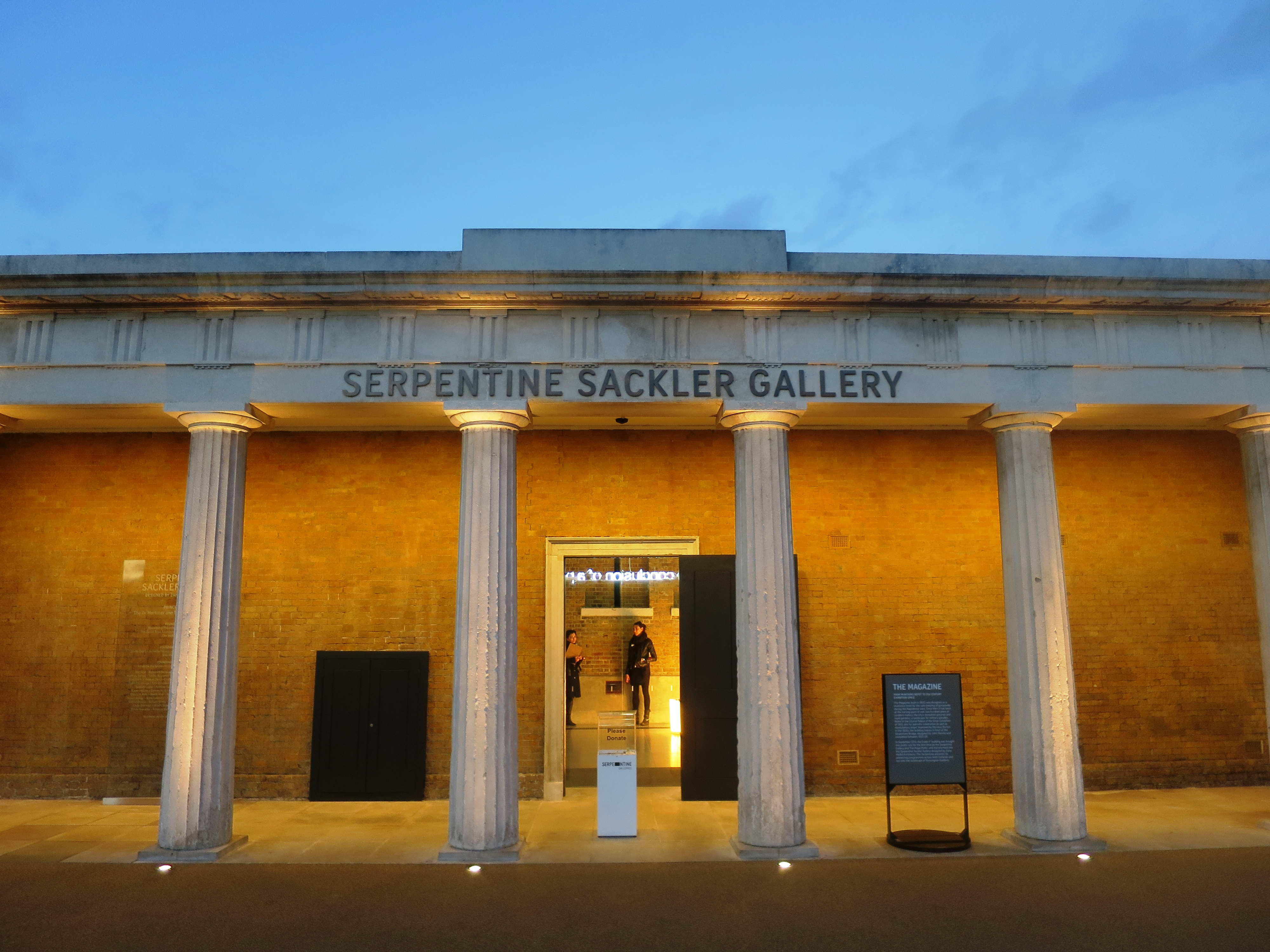
Sackler Gallery presso la Serpentine

Nel 2013 la Sackler Gallery, con un ampliamento progettato da Zaha Hadid Architects, è stata aperta al pubblico, dando nuova vita a The Magazine, un ex deposito di polvere da sparo classificato Grade II* costruito nel 1805. Situato a cinque minuti a piedi dalla Serpentine Gallery al di là del Serpentine Bridge, comprende 900 metri quadrati occupati da galleria, ristorante, negozio e spazio pubblico. Il Magazine Restaurant è adiacente alla galleria.
In un'anteprima della sua mostra alla Serpentine Gallery, Hito Steyerl si è espressa contro il finanziamento della Galleria da parte della famiglia Sackler, i cui membri possiedono Purdue Pharma che è dietro l'antidolorifico OxyContin. La Galleria ha successivamente rilasciato una dichiarazione che affermava: "Le donazioni alla Serpentine dal Sackler Trust sono storiche e non abbiamo piani futuri per accettare finanziamenti dai Sackler".

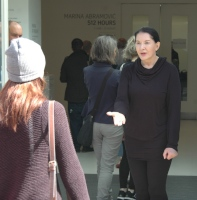
Marina Abramović nel progetto "512 ore" (2014)

## Padiglioni
Ogni anno dal 2000 la Serpentine Gallery ha commissionato un padiglione estivo temporaneo a un importante architetto. L'iniziativa promuove il lavoro di un architetto o di un team di progettazione internazionale che non abbia già completato un edificio in Inghilterra al momento dell'invito a realizzare il padiglione. Ogni padiglione viene completato entro sei mesi e installato sul prato della Galleria per tre mesi affinché il pubblico possa esplorarlo. Cecil Balmond è stato il principale promotore del progetto Serpentine Pavilion.
- 2000: Zaha Hadid
- 2001: Daniel Libeskind con Cecil Balmond
- 2002: Toyo Ito con Cecil Balmond[3]
- 2003: Oscar Niemeyer[4]
- 2005: Álvaro Siza e Eduardo Souto de Moura con Cecil Balmond[5]
- 2006: Rem Koolhaas con Cecil Balmond e Arup[6]
- Pre-padiglione 2007 'Lilias': Zaha Hadid e Patrik Schumacher[7]
- 2007: Olafur Eliasson, Cecil Balmond e Kjetil Thorsen[8]
- 2008: Frank Gehry[9]
- 2009: SANAA[10]
- 2010: Jean Nouvel[11]
- 2011: Peter Zumthor con Piet Oudolf[12][13]
- 2012: Ai Weiwei e Herzog & de Meuron[14]
- 2013: Sou Fujimoto(EN) [15]
- 2014: Smiljan Radic[16]
- 2015: Selgas Cano[17]
- 2016: Bjarke Ingels[18]
- 2017: Diébédo Francis Kéré[19]
- 2018: Frida Escobedo[20]
- 2019: Junya Ishigami[21]

## Galleria d'immagini

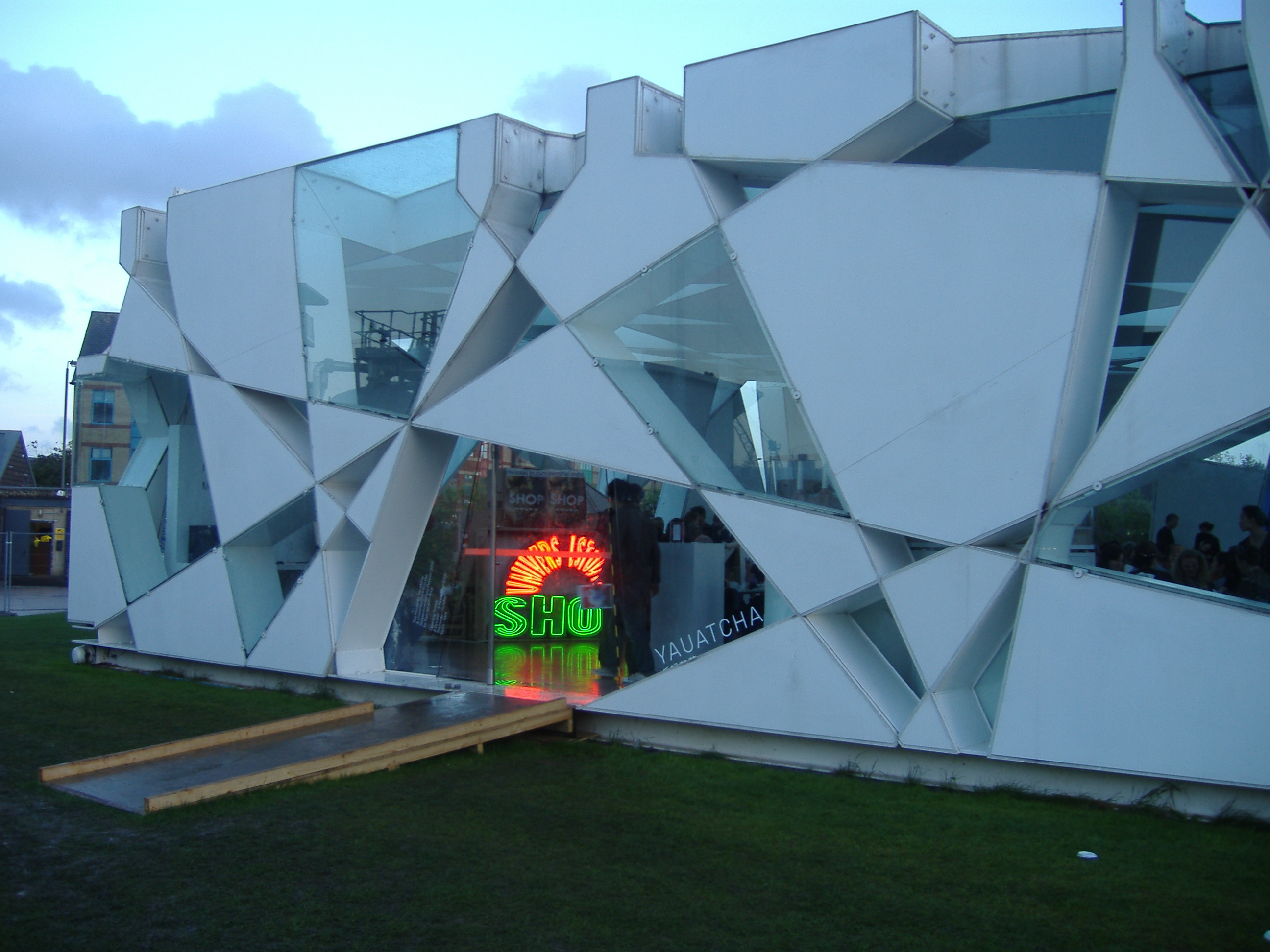
Il padiglione del 2002 di Toyo Ito
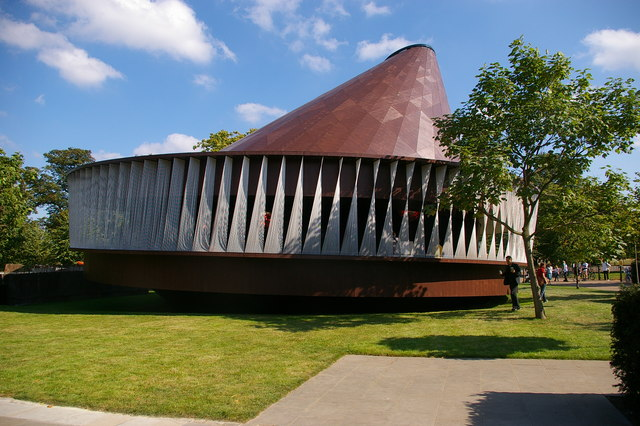
Il padiglione del 2007 di Olafur Eliasson e Kjetil Thorsen.
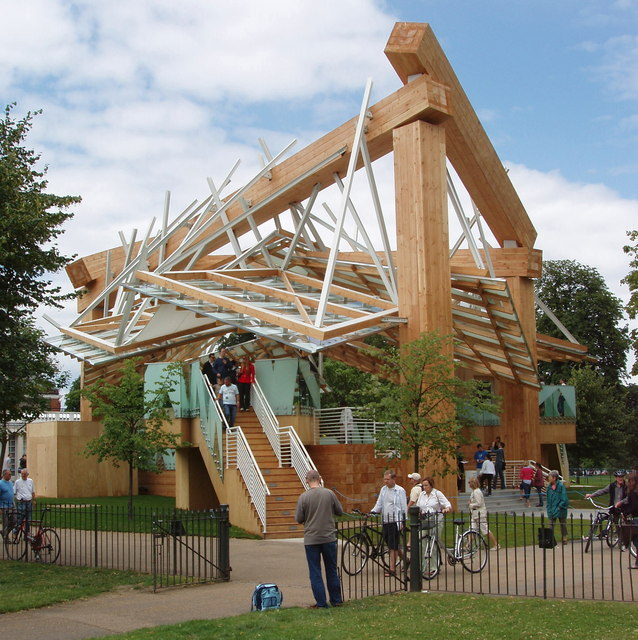
Il padiglione del 2008 di Frank Gehry
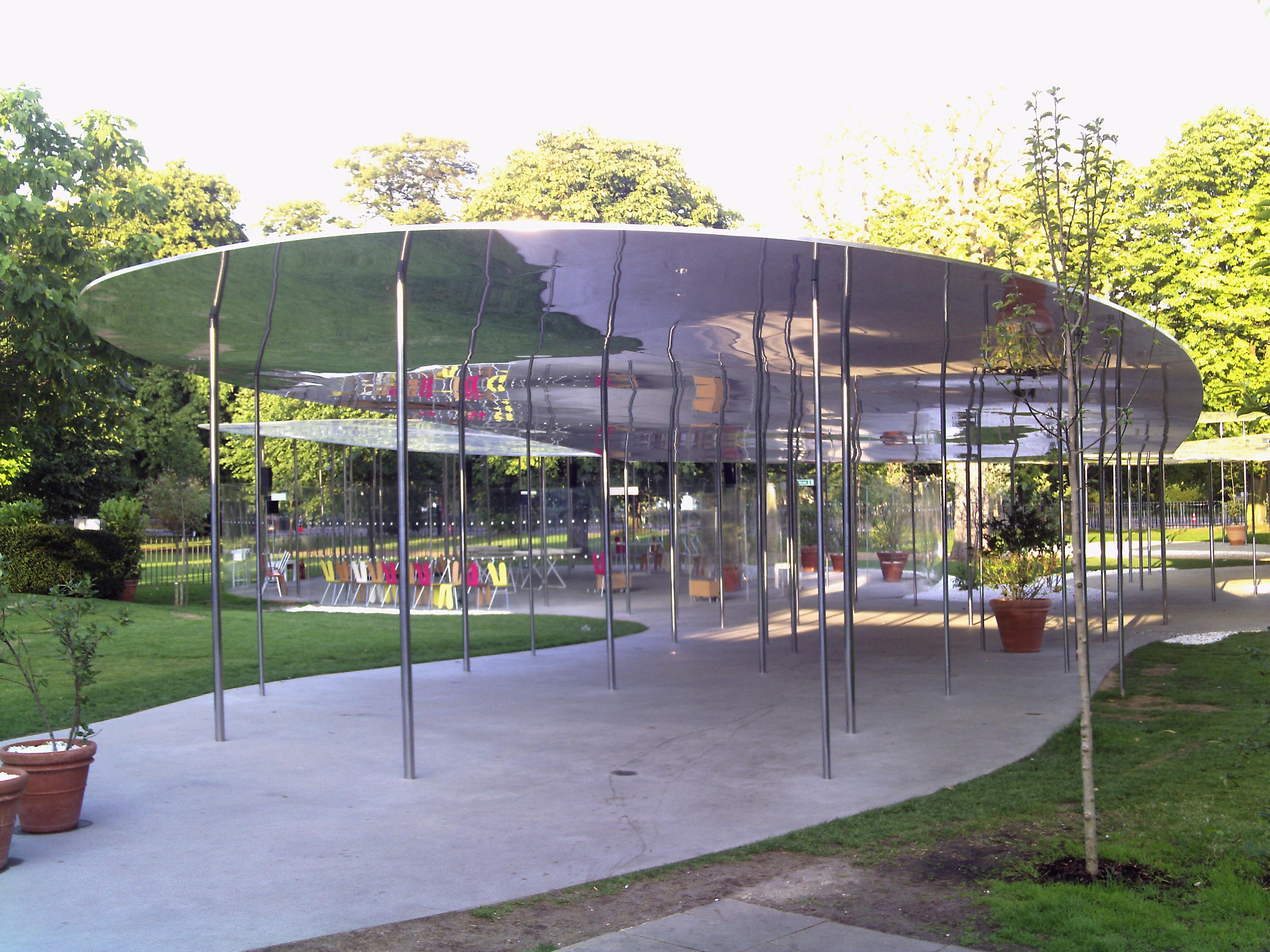
Il padiglione del 2009 di SANAA
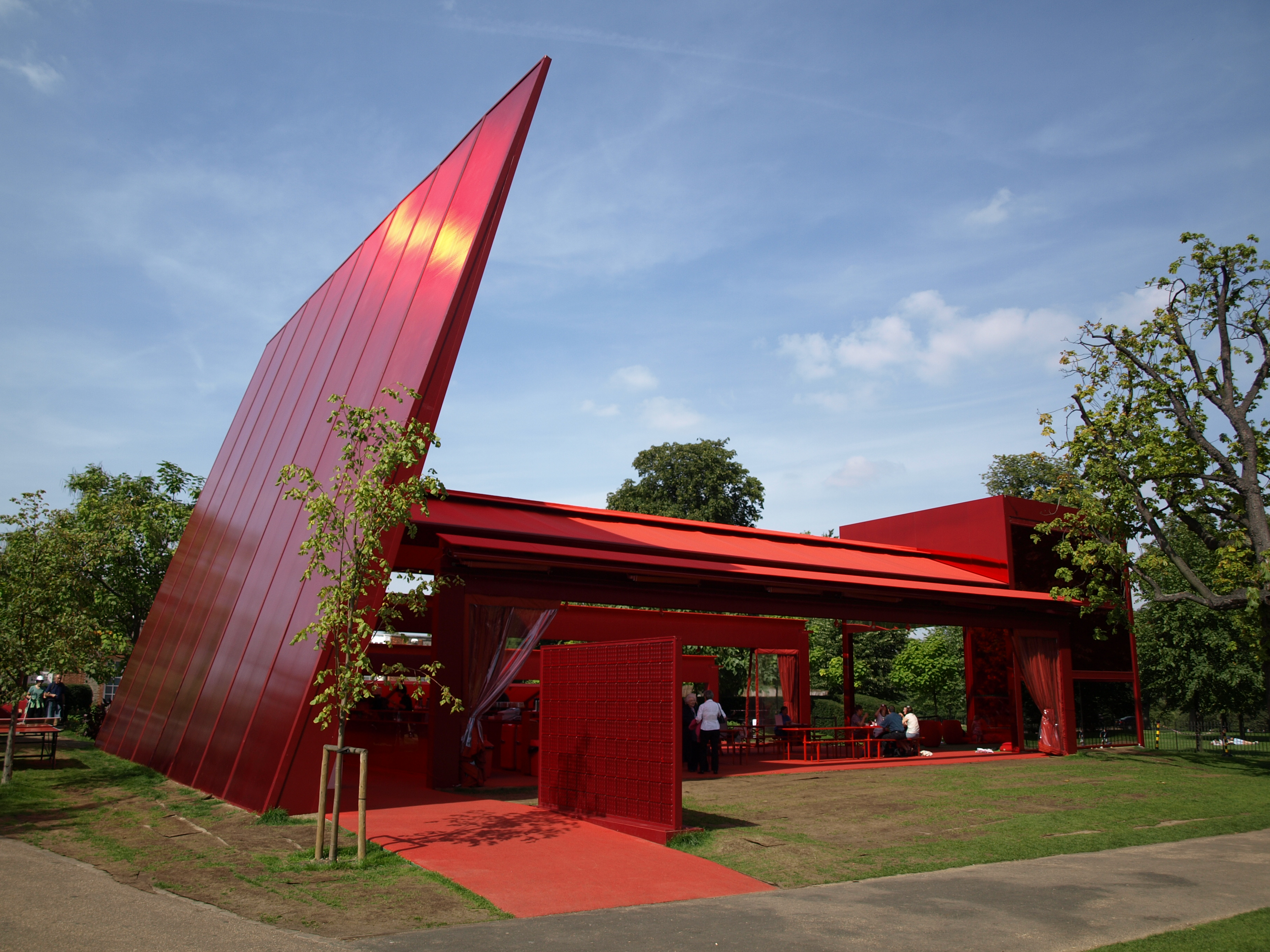
Il padiglione del 2010 di Jean Nouvel
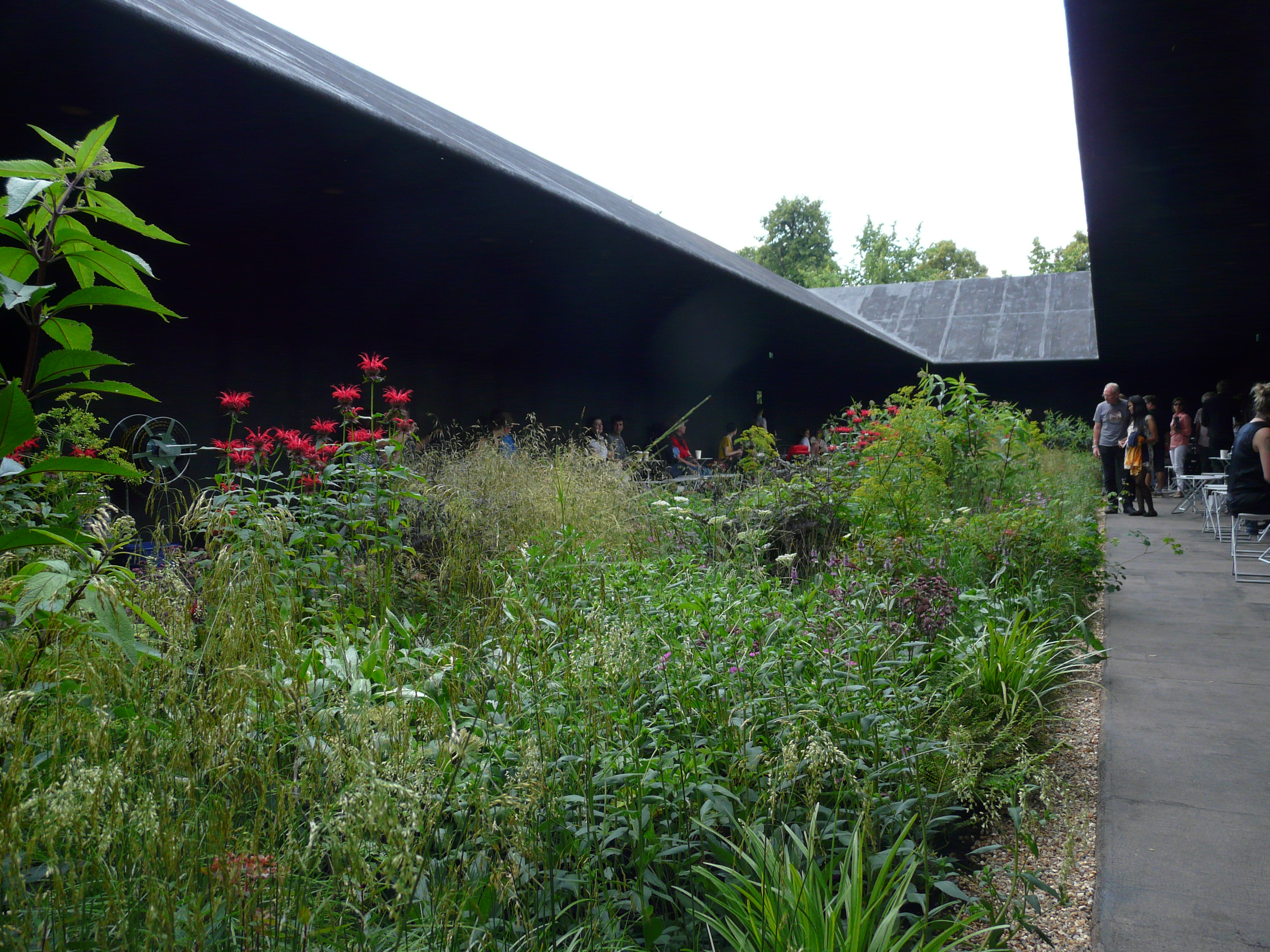
Il padiglione del 2011 di Peter Zumthor, con un giardino di Piet Oudolf
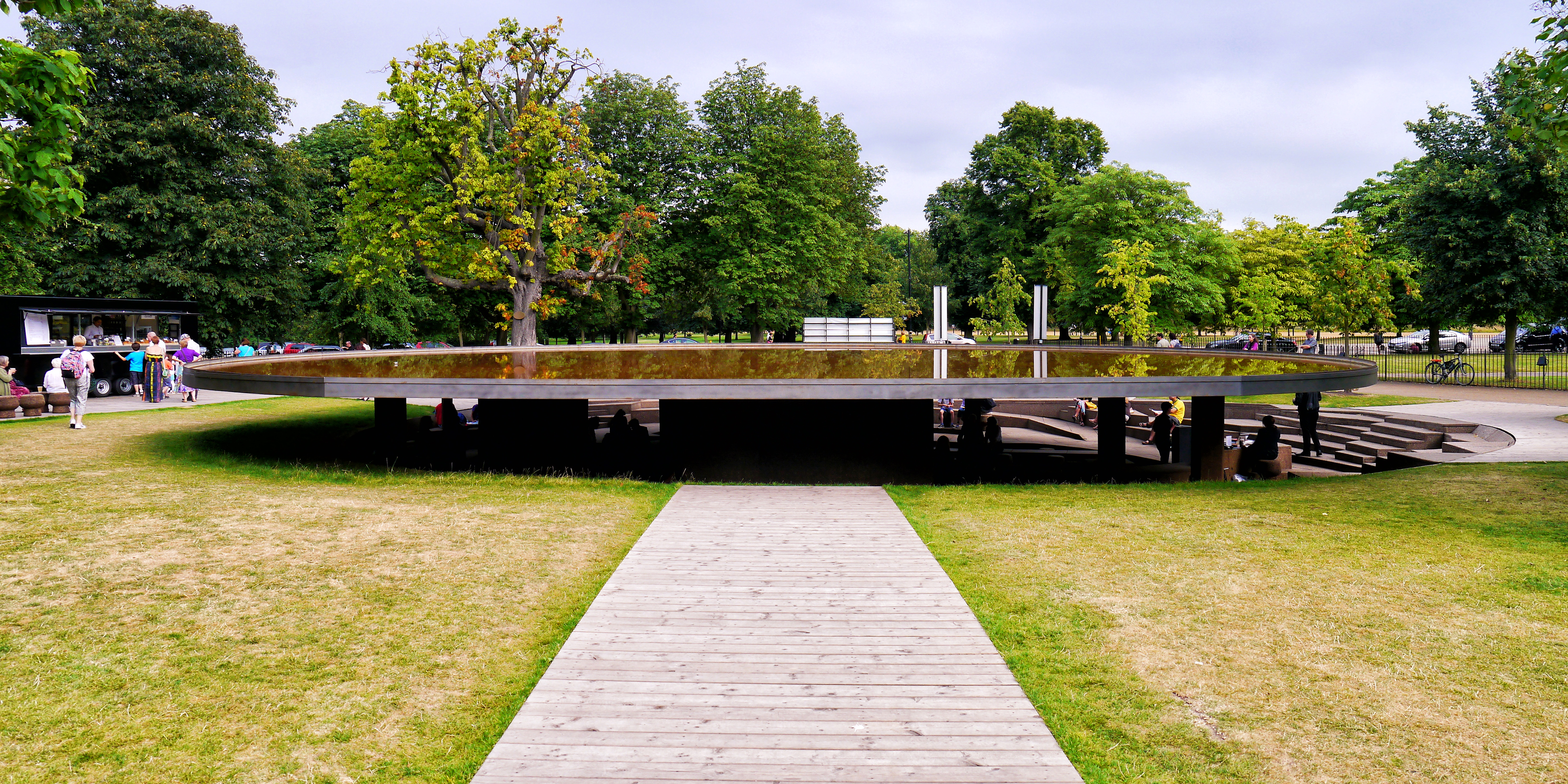
Il padiglione del 2012 di Ai Weiwei e Herzog & de Meuron
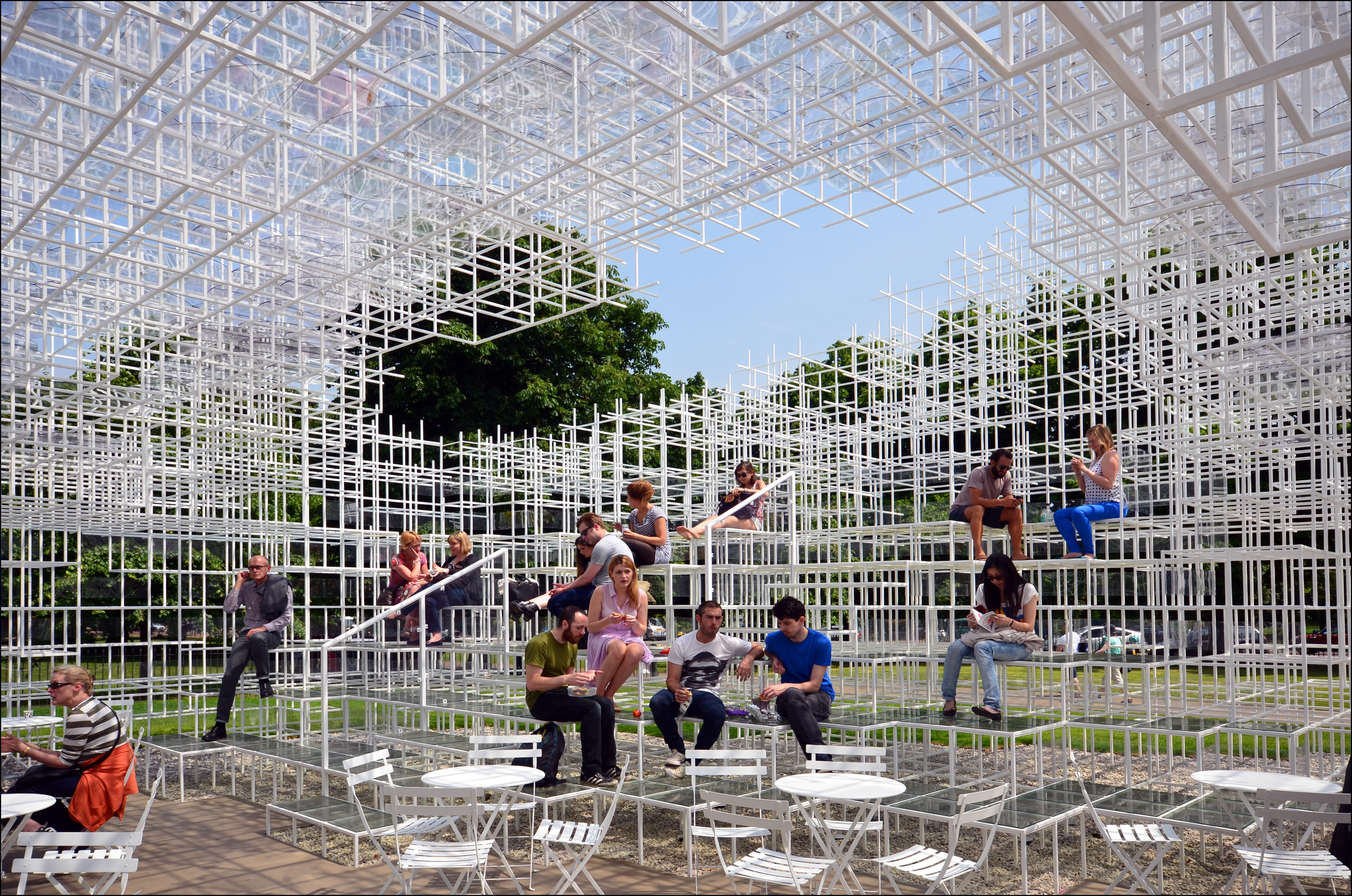
Il padiglione del 2013 di Sou Fujimoto
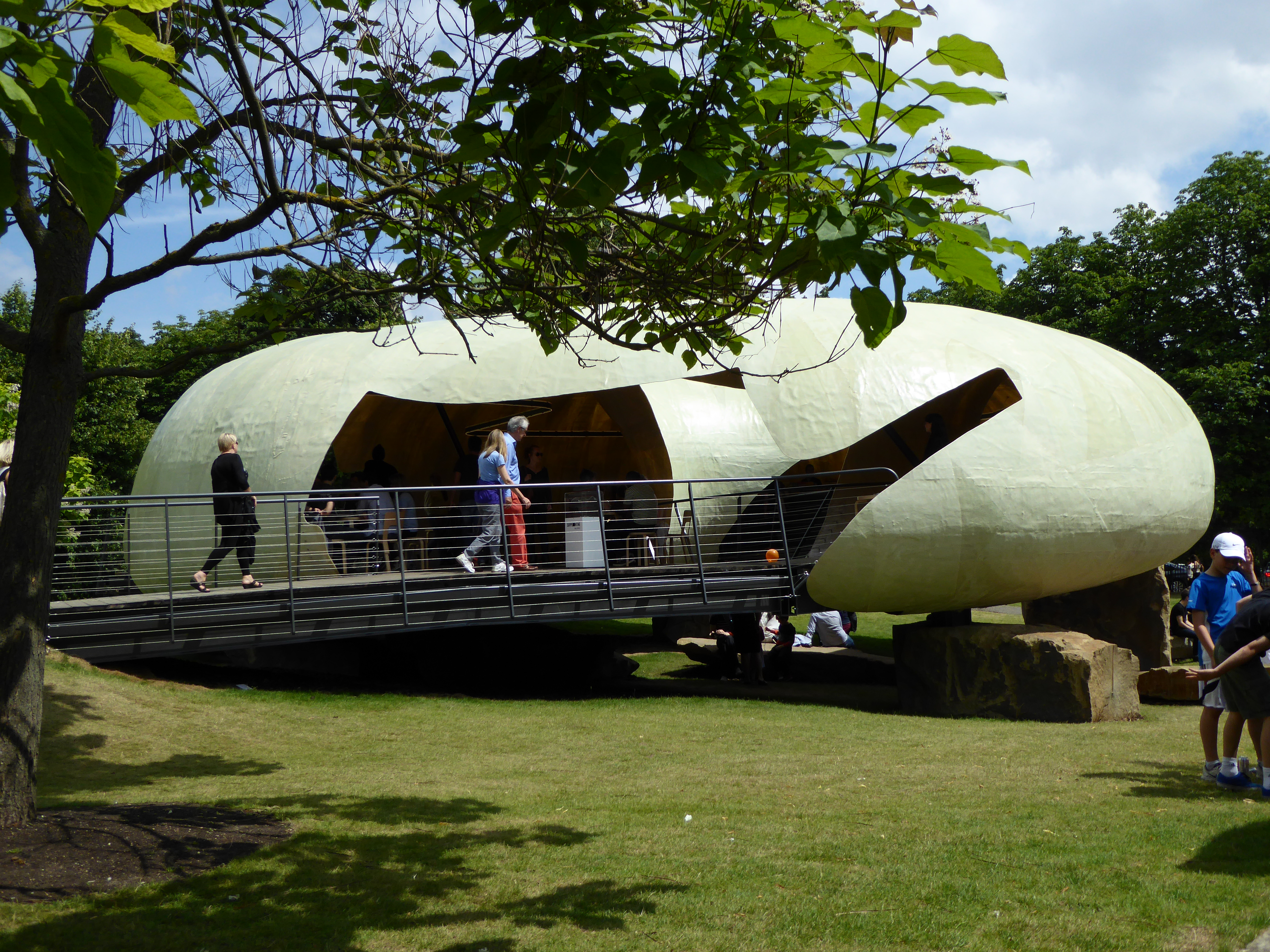
Il padiglione del 2014 di Smiljan Radic
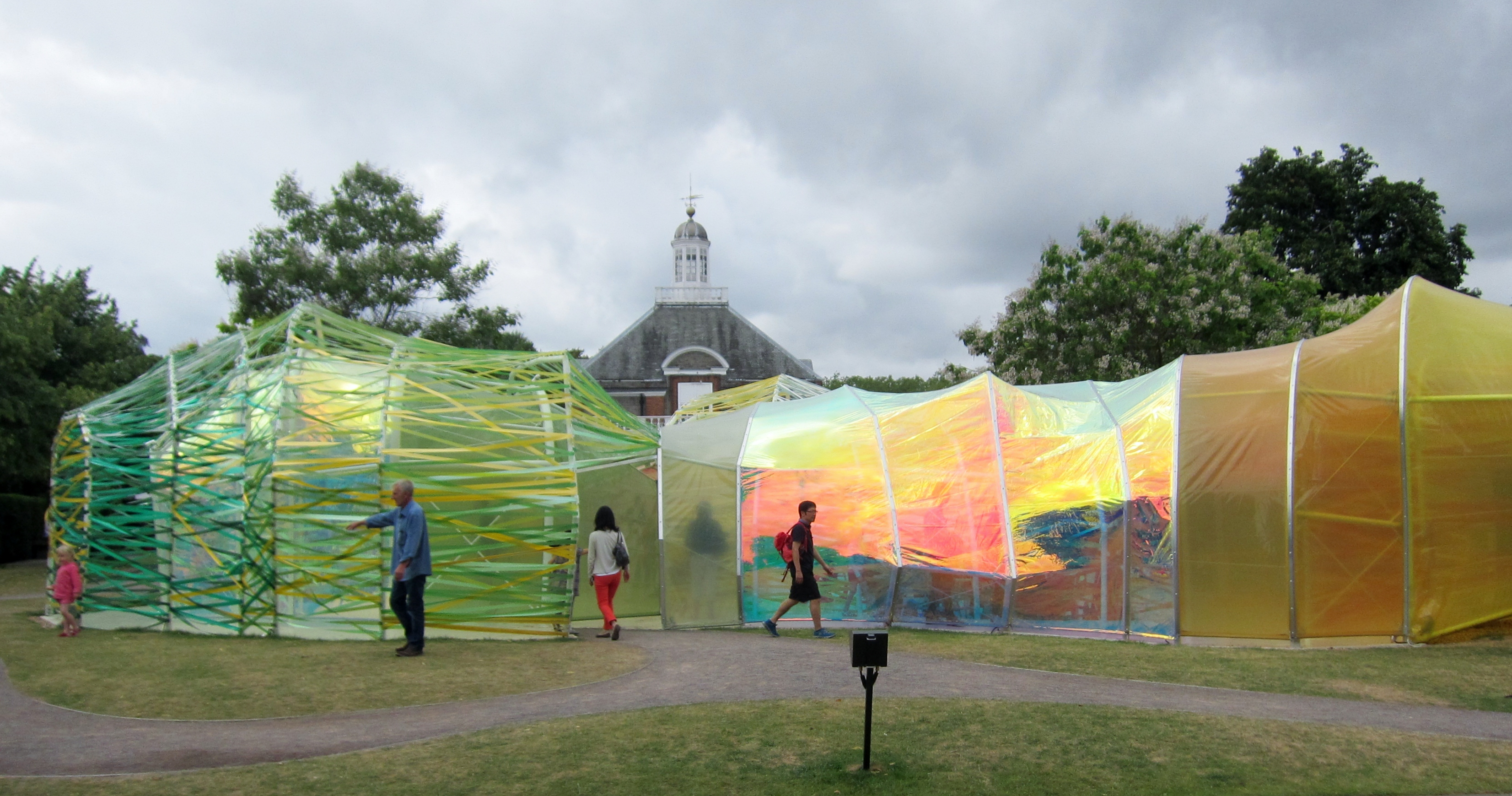
Il padiglione del 2015 di SelgasCano